# Przyjęcie zewnętrzne
Przyjęcie zewnętrzne, przyjęcie towaru z zewnątrz (skrót: PZ) – dokument występujący w gospodarce magazynowej, potwierdzający przyjęcie danego towaru, surowca, produktu lub materiału do jednostki gospodarczej lub jej jednostki organizacyjnej (np. magazynu, składu konsygnacyjnego lub sklepu). PZ wystawia się na podstawie dokumentu potwierdzającego dostawę, zwykle na podstawie faktury dokumentującej dokonanie zakupu lub dokumentu WZ dostawcy. Jednostki prowadzące ewidencję magazynową wprowadzają do niej dane przyjętego towaru (materiału). Dokument PZ może być zarejestrowany w księgach rachunkowych jako zdarzenie gospodarcze obrazujące zmiany w sytuacji finansowo-rzeczowej jednostki gospodarczej (zmiana stanu zapasów).
W większości przypadków nie ma obowiązku wystawiania i rejestracji dokumentu PZ. Dokumentacja magazynowa może się opierać na dokumentach handlowych, np. fakturze VAT opisującej m.in. ilość, cenę jednostkową oraz całkowitą wartość zakupu. Dokument PZ jest istotny szczególnie przy tzw. dostawach niefakturowanych (najpierw następuje dostawa, a później wystawiana jest dokumentująca ją faktura), zwłaszcza w przypadku rozbieżności wartościowych (pomiędzy wartością dostawy wynikającą z dokumentu PZ a wartością faktury).